# Make-up und Pistolen
Make-up und Pistolen (Originaltitel: Police Woman) ist eine US-amerikanische Krimi-Fernsehserie, von der 1974 bis 1978 in vier Staffeln 91 Folgen zu je 45 Minuten entstanden. In Deutschland lief die Serie ab 1988 auf Sat.1, später dann auf Kabel 1 und DF1.

## Handlung
Suzanne Anderson, genannt Pepper, und ihr Partner Bill Crowley ermitteln verdeckt für die Criminal Conspiracy Unit der Kriminalpolizei in Los Angeles. Unterstützt werden sie von den Detectives Pete Royster und Joe Styles. Im Visier haben sie Bankräuber, Drogenhändler, Mörder genauso wie Vergewaltiger, Mafiosi, Menschenhändler und Diamantendiebe.
Make-up und Pistolen entstand als Ableger der Serie Police Story – Immer im Einsatz. Angie Dickinson als Undercover-Polizistin – damals noch unter dem Namen Lisa Beaumont – wurde 1974 in der Doppelfolge Der Lockvogel eingeführt. Die Rolle von Bill Crowley spielte hier Bert Convy.